# Severed Heads
Severed Heads é uma banda australiana de música eletrônica formada em Sydney, 1979, originalmente como o nome Mr. and Mrs. No Smoking Sign. Os membros originais foram Richard Fielding e Andrew Wright, logo reunidos com Tom Ellard. Fielding e Wright posteriormente deixaram o grupo.

## Discografia
- Ear Bitten (1980)
- Clean (1981)
- Blubberknife (1983)
- Since the Accident (1983)
- "Dead Eyes Opened" (1984)
- City Slab Horror (1985)
- Clifford Darling, Please Don't Live In The Past (1985)
- Come Visit the Big Bigot (1986)
- Bad Mood Guy (1987)
- "Greater Reward" (1988)
- Bulkhead (1988)
- Rotund For Success (1989)
- Retread (1991)
- Cuisine (1991)
- Gigapus (1994)
- "Dead Eyes Opened 94" (1994) (remix)
- Severything V. 1 (1996) (CD-ROM)
- Haul Ass (1998)
- Op1.0 (2002)
- Op2.0 (2004)
- The Illustrated Family Doctor (2005) (trilha sonora)
- Op2.5 - Millennium Cheesecake (2005)
- Under Gail Succubus (2006)
- Viva! Heads! (2006)